# Probstzella
Probstzella este o comună din landul Turingia, Germania.

## Istoric
Richeza, regina Poloniei, a donat acest domeniu Arhiepiscopiei de Köln. În anul 1071 a fost întemeiată mănăstirea Sfinții Petru și Pavel din Saalfeld, în care au fost aduși călugări din Köln. Diese sollten die meist slawische Bevölkerung (aber auch thüringische und fränkische Siedler) zum Christentum bekehren und das umliegende Waldgebiet urbar machen, was um 1300 zu umfangreichen Rodungen im Umland Saalfelds führte. În acest context a fost înființată prepozitura Zella (în traducere „Chilia”). Cu timpul chilia inițială s-a transformat dintr-un mic lăcaș de rugăciune într-o prepozitură bogată.
În 1345 prepozitura a fost cedată Ducatului Saxonia. Odată cu secularizarea din 1553 ea a fost preluată de puterea civilă. Din 1572 locul aparținea casei Saxonia-Weimar. În 1645 Probstzella a fost separat de biroul Saalfeld și a primit propriul birou.
În 1627 și 1636, în contextul războiului de treizeci de ani, au avut loc epidemii de ciumă. În 1678 este atestată ca atare denumirea de Probstzella. Din 1826 până în 1918 Probstzella aparținea lui Saxe-Meiningen. După încheierea Saxa-Meiningen Probstzella a fost în 1923 o parte din districtul Saalfeld nou creat în Turingia. Din 1952, aceasta aparținea lui Kreis Saalfeld în districtul Gera. De la reforma districtului din 1994, Probstzella aparține districtului Saalfeld-Rudolstadt.
1885 Probstzella a fost conectat la linia de cale ferată din Saalfeld și în continuare pe traseul frankenwald la Lichtenfels. 1898 linia de ramură a Probstzella a fost inițial pus în funcțiune la câmpul de forjare, care a fost extins la 1899 de Est și lumina primită în 1913, urmând linia de cale ferată pentru a Sonnenberg. În 1997 serviciul de tren a fost întrerupt în secțiunea pentru Ernstthal am Rennsteig.
Influența determinantă asupra dezvoltării Probst Zellas în prima jumătate a secolului 20 a avut pionierul industriale Turingiei Franz Itting. A construit prima centrală electrică pe cărbune, care a intrat în funcțiune la 2 septembrie 1909. În 1913 a furnizat mai mult de 60 de comunități cu electricitate, iar ulterior mai mult de 120 de municipalități. In 1920 Itting a construit casa poporului, un hotel cu mai multe etaje, proiectat de arhitectul Alfred Arndt. Este considerat cel mai mare ansamblu Bauhaus din Turingia.
În epoca național-socialismului „casa“, un fost hambar pe strada Marktgölitzer, a servit drept centru pentru adunările creștinilor Bisericii Mărturisitoare, conduse de pastorul luteran Walter Korth. Acesta a fost expulzat și persecutat de conducerea bisericii protestante oficiale. De mai multe ori el a fost arestat de Gestapo pentru că a cerut rugăciune pentru pastorul Martin Niemöller. Spre sfârșitul celui de al doilea război mondial, în aprilie 1945, coloanele de prizonieri un marș moarte din lagărul de concentrare de la Buchenwald au trecut de brad lumină la fața locului. Pentru victimele FIR 1971 a ridicat o piatră memorială la gară.
După sfârșitul celui de al doilea război mondial, a fost Probstzella la granița de sud a zonei sovietice de ocupație, din 1949 RDG. Din 1954 locul aparținea zonei restricționate de cinci kilometri, ceea ce a făcut imposibilă vizitele la alți cetățeni ai RDG. Turismul a ajuns la un popas, astfel încât Casa Poporului, care a fost folosit ca o casă de agrement și convalescență după război, a trebuit să înceteze operațiunile. Pentru a preveni exodul tot mai mare a cetățenilor Probst Zellaer și unii antreprenori în direcția Bavariei, urmat în 1952 și 1961 forțată relocarea a „oameni nesigure politic“ în interiorul RDG-ului. Stația, care a fost acum stația de frontieră pentru trenurile de la Berlin la Munchen, a fost extinsă pe scară largă. Pentru trenurile traficului intern de Saalfeld către Sonnenberg o buclă de cale a fost creată pentru a eluda stația de frontieră și stația de Probstzella set breakpoint. 1976 o clădire cu patru etaje pentru trecerea frontierei a fost construit, în timp ce Casa Poporului a fost centrul cultural al trupelor de frontieră. 
În 1983 Roland Jahn a fost expulzat în RFG.
După 1990 Casa Poporului a fost complet renovată între 2003 și 2008.

## Geografie

### Comunitățile învecinate
În sensul acelor de ceasornic - începând din nord: Saalfeld / Saale, Kaulsdorf, Leutenberg, Wurzbach, Lehesten, Ludwigsstadt (Bavaria), Gräfenthal și Reichmannsdorf.